# Maury (Pirineos Orientales)
Maury en francés y oficialmente, Maurin en occitano, es una  localidad y comuna francesa, situada en el departamento de Pirineos Orientales, región de Occitania e histórica de Fenolleda, en una zona tradicionalmente vinícola.
Sus habitantes reciben el gentilicio de naurynats, maurynates en francés.

## Demografía
| 1191 | 1298 | 1059 | 982 | 916 | 850 |
| Para los censos de 1962 a 1999 la población legal corresponde a la población sin duplicidades (Fuente: INSEE [Consultar]) |      |      |     |     |     |

## Lugares de interés
- El castillo de Quéribus en las proximidades